# The Little Girl Next Door
The Little Girl Next Door er en amerikansk stumfilm fra 1912 af Lucius J. Henderson.

## Medvirkende
- William Garwood
- Marguerite Snow
- Marion Fairbanks som Helen Randall
- Madeline Fairbanks som Ruth Foster
- William Russell